# Чичеклея
Чичеклея (укр. Чичиклія) — река в Одесской и Николаевской областях Украины, правый приток Южного Буга.
Длина 156 км, площадь бассейна 2120 км². Питание снеговое. Половодье с конца февраля до начала апреля. Средний расход воды в 46 км от устья 1,9 м³/сек, наибольший — 318 м³/сек. Ежегодно пересыхает на 7-8 месяцев. Ледовые явления с ноября по февраль.

## Населённые пункты
Любашёвка, Николаевка Одесской области, Веселиново Николаевской области.